# Journey to Silius
Journey to Silius, ou Rough World (ラフワールド) au Japon, est un jeu vidéo de type run and gun sur thème post-apocalyptique. Il a été développé par Tokai Engineering et édité par Sunsoft en 1990 sur Nintendo,,.

## Synopsis
En l'année 0373, les hommes ont établi des colonies spatiales pour échapper à la surpopulation terrestre. Un scientifique, McCray, est responsable du développement de la colonie spatiale numéro 428 du système solaire de Silius (SSS) mais la colonie est brutalement détruite par des terroristes spatiaux. McCray meurt lors de l'attaque. Le héros, son fils Jay McCray, part se venger.

## Système de jeu
Le jeu est composé de 5 niveaux. Jay est armé d'un pistolet et d'un fusil à pompe.

## Informations supplémentaires
Lors de sa conception, le jeu était supposé être une adaptation du film Terminator, intitulé The Terminator et daté de 1984. Mais à la suite de la perte d'exploitation de la licence, les références au film ont été enlevées et le jeu est sorti comme un titre original. Le boss final ressemble cependant à un T-800.
Des différences régionales du jeu existe, dans la version japonaise et européenne, le héros porte un casque tandis que dans la version nord-américaine, il est tête libre.

## Rééditions
- 2002 - PlayStation dans la compilation Memorial Series: Sunsoft Vol. 5.